# Dobbeleen
Dobbeleen is een Belgisch historisch merk van motorfietsen.
Dobbeleen was gevestigd in Denderwindeke (Ninove).
In 1930 produceerde dit bedrijf twee modellen motorfietsen (350 en 500 cc) die waren voorzien van JAP-motoren en Burman-versnellingsbaken.